# Lechería (estación)
Lechería es una de las estaciones que forman parte del Ferrocarril Suburbano de la Zona Metropolitana del Valle de México.
Se ubica en el Municipio de Tultitlán de Mariano Escobedo, Estado de México.

## Historia
En 1880, el gobierno mexicano otorgó a la Compañía Bostoniana del Ferrocarril Central Mexicano una licencia para construir un ferrocarril que conectara la Ciudad de México y Paso del Norte. Una de las estaciones que se construyó para la ruta fue Lechería. Hoy en día, la antigua estación ya no está en uso, pero el edificio está catalogado en el patrimonio ferroviario de México.
La nueva estación se inauguró el 2 de junio de 2008 como parte del primer tramo del sistema 1 del Ferrocarril Suburbano de la Zona Metropolitana del Valle de México, que va desde Buenavista en la Ciudad de México hasta la estación Cuautitlán en el Estado de México.
En 2009, entre San Rafael y Lechería, chocaron dos trenes, dejando alrededor de 100 heridos.
Por su ubicación, los migrantes centroamericanos y mexicanos se pueden encontrar cerca de la estación Lechería. Hasta 2012 había un albergue para migrantes cerca de la estación, pero debido a las quejas de los vecinos, el albergue fue clausurado. Sin embargo, los migrantes siguen apareciendo en la estación, normalmente pidiendo dinero o comida.
En 2019 se anunciaron los planes para ampliar la línea con un nuevo ramal que va desde Lechería hasta la estación AIFA, en el Aeropuerto Internacional Felipe Ángeles. El ramal ayudará a conectar la Ciudad de México con el aeropuerto, ubicado en Santa Lucía, Zumpango, Estado de México.

## Información general
EL ícono representa un cencerro, campana usada en el ganado. La colonia Lechería se ubica en el municipio de Tultitlán, Estado de México, en parte de lo que fue la hacienda lechera del mismo nombre, la cual estaba en el centro de una región con otras unidades productivas similares.
Antes de los años 50 ya operaban en Lechería una planta de cal hidratada y una aceitera. A finales de los años 50, la construcción de la termoeléctrica Jorge Luke, en la parte norte del casco, reduce la ex hacienda a su mínima expresión.
Para 1975, el municipio de Tultitlán contaba con 93 plantas industriales y Lechería era su principal centro fabril, con cerca de dos tercios de las empresas, entre cuyos giros las había de productos químicos, metal-mecánicos, minerales no metálicos y productos alimenticios. De este modo, junto con las otras haciendas, Lechería dejó las actividades agropecuarias para dar paso a una industrialización desenfrenada.
Para la década de los años 60, la colonia Lechería ya estaba rodeada al sur y al oriente por la mancha urbana y, en las partes norte y poniente, por asentamientos industriales.

## Conectividad

### Conexiones
Existen conexiones con las estaciones y paradas de diversos sistemas de transporte:
- La estación cuenta con un CETRAM.
- Estaciones La Quebrada y ETRAM Lechería del Mexibús Línea 2.